# 호국 전쟁
호국 전쟁(護國戰爭)은 1915년에서 1916년에 걸쳐 중화민국에서 발생한 내전 혹은 혁명을 말한다. 원세개(위안스카이)(袁世凱)가 1915년 12월에 북경에서 '황제'를 선언한 것에 의해, 남방의 군벌세력(운남성 주축) 당계요(탕지야오)(唐繼堯), 이열균(리례쥔)(李烈均) 등이 운남성(雲南省)에서 독립을 선언하고 '토원(討袁, 원세개 토벌)'의 군사 봉기를 일으켰다. 원세개의 군대는 패배하였고, 운남을 비롯한 그 외의 지역에서도 독립을 선언하게 되었다. 원세개는 내외의 압박에 의해 황제 등극을 취소했으나, 군중들로부터 수 많은 지탄을 받았고, 1916년 6월 병사했다.

## 개요
제1차 세계대전이 발발한 1914년 당시, 원세개는 자신의 권력 유지를 위한 일본의 막대한 군사력과 재력을 탐내고 있었으며 일본 또한 독일군 축출을 명분으로 하는 중국대륙으로의 개입 진행을 위해 원세개 정권의 협력이 필요한 시점이었다. 이러한 쌍방의 이해가 일치하여 결국 1915년 5월, 이른바 '중국판 을사늑약'이라 불리는 21개조의 요구가 체결된다. 이 합의를 훗날 제1차 세계대전이 종전된 1919년, 일본이 승전국 지위를 이용해 서구 사회로부터 정식 인증시킴으로써 중국 인민들의 분노가 대폭발, 5.4 운동(五四運動)으로 이어진다.
일본과의 조약 체결 이후 원세개로서는 더 이상 걸릴 것이 없었다. 자작극인 '황제 추대 운동'이 벌어졌고 결국 위안스카이는 1916년 1월 새로운 황제로 등극했다. 그러나 이는 21개조 조약 체결로 분개하던 중국인들의 가슴에 불을 지피는 결과가 되었고, 이미 1915년 12월 운남 성에서의 봉기를 시작으로 1916년 2월에 이르러서는 전 중국적으로 위안스카이에 대해 격렬한 반발 폭동이 잇따랐다.
이미 조약을 끝맺은 일본은 사태를 관망할 뿐이었다. 심지어 위안스카이가 믿었던 서구 열강들조차 등을 돌리는 가운데 버틸 재간이 없었던 위안스카이는 결국 1916년 3월, 채 3개월도 지속하지 못했던 짧은 재위를 마감하고 퇴위하고 말았다. 위안스카이는 1916년 6월에 병사한다.
진정한 의미에서 중국의 황제 체제를 종식시킨 것은 바로 이 '제3차 혁명'으로, 1911년 신해혁명 발발로부터 채 5년도 되지 않은 사이 중국은 뿌리부터 송두리째 뒤집혔다. 기존의 민중과 군벌이라는 대립 대신 각 군벌간의 본격적인 내전 국면으로 접어들게 되었다.

## 같이 보기
- 군벌 시대
- 중화민국의 역사
- 신해혁명(1차혁명)(1911)
- 토원지역(2차혁명)(1913)
- 호국전쟁(1915-1916)
- 부원지쟁(1916)
- 독군단(1916-1918)
- 장훈복벽(1917)
- 호법운동(3차혁명)(1917-1922)
- 직환전쟁(1920)
- 직봉전쟁(1922-1924)
- 신문화운동
- 손문(쑨원)
- 원세개(위안스카이)
- 중화민국임시약법